# Arapovac (Lazarevac)
Arapovac es un pueblo ubicado en la municipalidad de Lazarevac, en el distrito de Belgrado, Serbia.

## Superficie
Posee una superficie de 11,67 kilómetros cuadrados.

## Demografía
Hasta 2011 la población era de 644 habitantes, con una densidad de población de 55,20 habitantes por kilómetro cuadrado.